# Rosalind Groenewoud
Rosalind Groenewoud (* 10. Dezember 1989 in Calgary) ist eine kanadische Freestyle-Skierin. Sie startet in der Disziplin Halfpipe.

## Werdegang
Groenewoud debütierte im Januar 2006 in Les Contamines im Freestyle-Skiing-Weltcup und belegte dabei den siebten Platz. Ihre erste Podestplatzierung im Weltcup erreichte sie im März 2008 mit dem dritten Platz in Chiesa in Valmalenco. Seit 2008 nimmt sie ebenfalls an Wettbewerben der AFP World Tour teil. Dabei kam sie in der Saison 2008/09 auf den zweiten Platz bei der Winter Dew Tour in Northstar at Tahoe und auf den dritten Platz bei den European Freeski Open in Laax und beim Weltcup in La Plagne. Bei den Freestyle-Skiing-Weltmeisterschaften 2009 in Inawashiro belegte sie den 11. Rang. Im April 2009 siegte sie im Big Air beim World Skiing Invitational in Whistler und erreichte damit den dritten Platz in der AFP World Tour Halfpipewertung. Zu Beginn der Saison 2009/10 holte sie bei den New Zealand Winter Games in Gibbston im Slopestyle und auf der Halfpipe die Silbermedaille. Es folgten dritten Plätze bei der Winter Dew Tour am Mount Snow und in Snowbasin. Bei den Winter-X-Games 2010 in Aspen gewann sie Bronze und bei den Winter-X-Games-Europe 2010 in Tignes die Silbermedaille. Zum Saisonende errang sie den zweiten Platz in der AFP World Tour Halfpipewertung. In der Saison 2010/11 siegte sie beim US Grand Prix in Copper Mountain und beim Weltcup am Kreischberg. Im Februar 2011 wurde sie bei den Freestyle-Skiing-Weltmeisterschaften 2011 in Park City Weltmeisterin in der Disziplin Halfpipe. Bei den Winter-X-Games 2011 in Aspen gewann sie Bronze. Die Saison beendete sie auf den dritten Rang in der AFP World Tour Halfpipewertung und auf den zweiten Platz im Halfpipe-Weltcup. Zu Beginn der Saison 2011/12 belegte sie beim US Grand Prix und Weltcup in Copper Mountain den zweiten Platz. Im weiteren Saisonverlauf siegte sie bei der Pipe Open Series in Whistler und errang den zweiten Platz bei der Winter Dew Tour in Snowbasin und beim US Grand Prix und Weltcup in Mammoth. Bei den Winter-X-Games 2012 in Aspen und bei den Winter-X-Games-Europe 2012 in Tignes holte sie die Goldmedaille. Im April 2012 kam sie beim World Skiing Invitational in Whistler auf den dritten Rang und beendete damit die Saison auf den zweiten Rang im Halfpipe-Weltcup und auf den ersten Platz in der AFP World Tour Halfpipewertung.
In der Saison 2012/13 belegte Groenewoud beim US Grand Prix und Weltcup in Copper Mountain und beim Weltcup in Sotschi den zweiten Platz und bei der Winter Dew Tour in Breckenridge den dritten Platz. Bei den Winter-X-Games 2013 in Aspen holte sie Silber. Im März 2013 erreichte sie bei den Freestyle-Skiing-Weltmeisterschaften in Oslo den 12. Platz. Im selben Monat siegte sie im Weltcup in Sierra Nevada und erreichte im Halfpipe-Weltcup und in der AFP World Tour Halfpipewertung den zweiten Platz und im Gesamtweltcup den dritten Platz. Im Januar 2014 gewann sie bei den Winter-X-Games in Aspen die Silbermedaille. Bei ihrer ersten Olympiateilnahme 2014 in Sotschi wurde sie Siebte im erstmals ausgetragenen Halfpipe-Wettbewerb. Bei den Winter-X-Games 2015 errang sie den achten und bei den Winter-X-Games 2016 den sechsten Platz. Im März 2017 kam sie bei den Freestyle-Skiing-Weltmeisterschaften in Sierra Nevada auf den siebten Platz.